# Cantorum
Cantorum är ett svenskt ordenssällskap grundat år 1956 i Göteborg.

## Om orden
Cantorum är en Sång- och musik-orden som har sitt säte i Göteborg. 
Arbetssättet är uppbyggt efter de principer som gäller för ordenssällskap, d.v.s. att medlemmarna stegvis flyttas upp i olika grader, i Cantorum kallade ”intervaller”. Man samlas en gång i månaden till "forum" med samvaro, sång, musik, måltid och underhållning.
Orden har 5 motton:
- Att befrämja utövandet av sång och musik

- Att verka för en breddning av sång- och musikintresset

- Att premiera det sanna konstnärskapet

- Att söka hjälpa dem, som strävar efter musikalisk utveckling

- Att med sångens och musikens hjälp söka närma människor till varandra

## Historik
Cantorum grundades i Göteborg år 1956. Syftet var ursprungligen att vara ett forum för sång- och musikintresserade män. 1979 utökades Orden med en kvinnlig klav, Ceciliaklaven. Klaverna arbetade till en början var för sig men är nu integrerade med gemensamma aktiviteter och sammankomster.

## Gradarbete
Cantorum arbetar i åtta grader, eller "intervaller". Varje grad har en för utomstående hemlig ritual och utmärks med en egen regalie.